# Arconciel

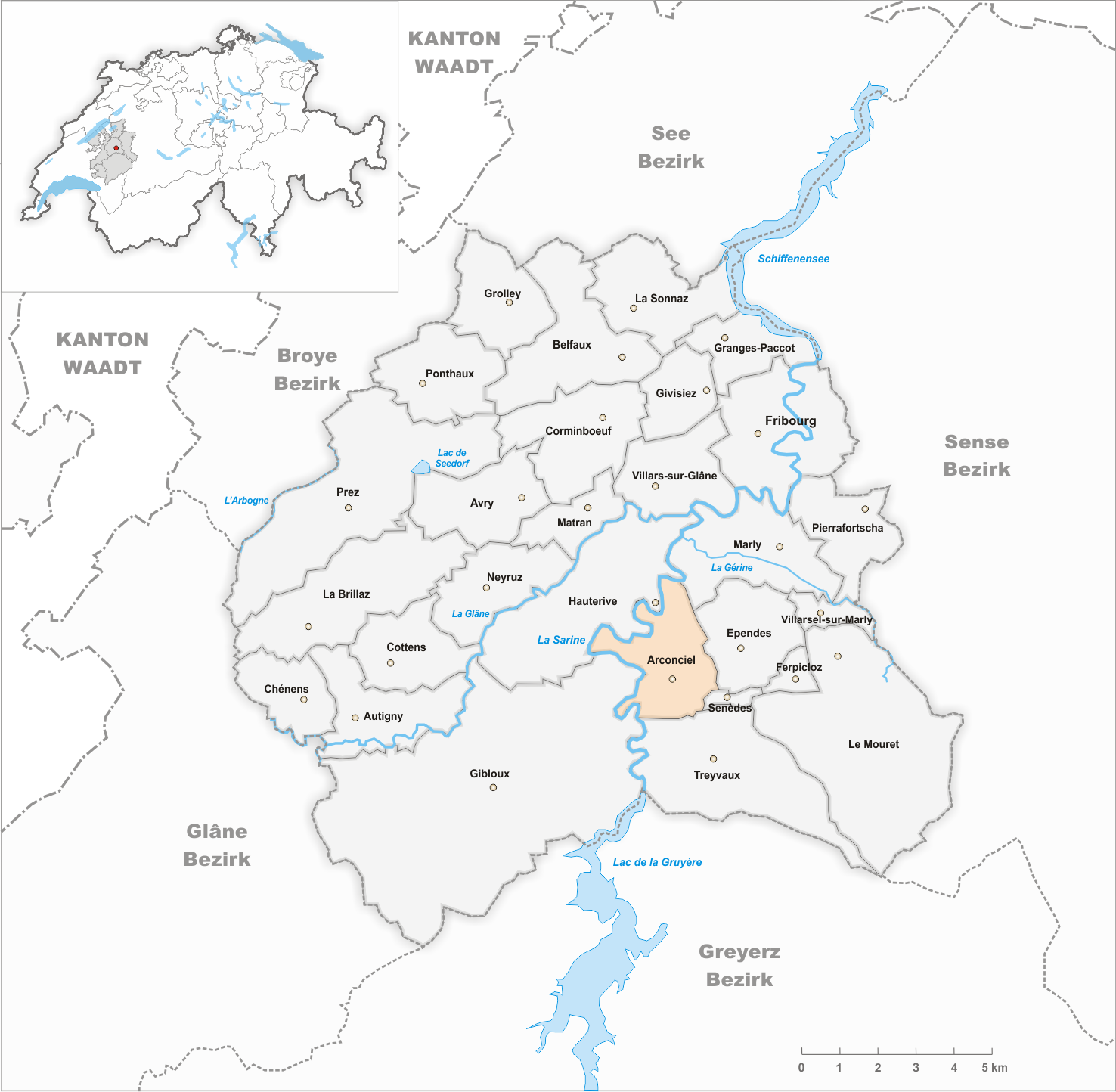
Gemeindestand vor der Fusion am 1. Januar 2021

Arconciel (Freiburger Patois Arkonhyiⓘ) ist eine Ortschaft in der Gemeinde Bois-d’Amont im Schweizer Kanton Freiburg. Der frühere deutsche Name Ergenzach wird heute kaum mehr verwendet. Am 1. Januar 2021 fusionierte Arconciel mit den damaligen Gemeinden Ependes und Senèdes zur neuen Gemeinde Bois-d’Amont.

## Geographie
Arconciel liegt auf 734 m ü. M., sieben Kilometer südsüdwestlich der Kantonshauptstadt Freiburg (Luftlinie). Das Dorf erstreckt sich an aussichtsreicher Lage am Hang östlich des Saanetals, in der voralpinen Hügelzone des Freiburger Mittellandes.
Die Fläche des 6,1 km² grossen Gemeindegebiets umfasste einen Abschnitt der voralpinen Hügellandschaft östlich des Saanegrabens. Die westliche Grenze bildet der hier stark mäandrierende Flusslauf der Saane, die tief in die Molasseschichten eingeschnitten ist. Der rund 200 bis 500 m breite flache Talboden ist überwiegend bewaldet, es gibt nur wenig Weideland. Daran schliesst sich ein über weite Strecken von Sandsteinfelsen gebildeter bis zu 100 m hoher Steilhang an, der weiter nach Osten in eine gewellte Hochfläche übergeht. Im südlichen Teil erstreckt sich der Gemeindeboden auf die Waldhöhe des Bois de Monternau (mit 828 m ü. M. der höchste Punkt von Arconciel), und die Südgrenze verläuft entlang des Dorfbachs von Senèdes. Nach Norden reicht das Gebiet bis in den Bois de Monteynan (700 m ü. M.) und zum Elektrizitätswerk Hauterive. Von der Gemeindefläche entfielen 1997 9 % auf Siedlungen, 29 % auf Wald und Gehölze, 59 % auf Landwirtschaft, und etwas mehr als 3 % war unproduktives Land.
Zu Arconciel gehören neue Wohnquartiere südlich des Dorfes, der Weiler Les Fontanalles (695 m ü. M.) auf der Hochfläche nördlich des Dorfes sowie zahlreiche Einzelhöfe.

## Bevölkerung
Mit 1044 Einwohnern (Stand 31. Dezember 2020) gehörte Arconciel zu den kleineren Gemeinden des Kantons Freiburg. Von den Bewohnern sind 91,0 % französischsprachig, 6,3 % deutschsprachig, und 0,6 % sprechen Spanisch (Stand 2000). Die Bevölkerungszahl von Arconciel belief sich 1870 auf 331 Einwohner, 1900 auf 392 Einwohner. Nach einem Höchststand 1910 mit 427 Einwohnern nahm die Bevölkerung im Lauf des 20. Jahrhunderts bis 1970 um fast 25 % auf 326 Einwohner ab. Seither wurde wieder ein rasches Bevölkerungswachstum verbunden mit einer Verdoppelung der Einwohnerzahl innerhalb von 30 Jahren verzeichnet.
Einwohnerzahlen: Volkszählungsdaten

## Wirtschaft
Arconciel war bis in die zweite Hälfte des 20. Jahrhunderts ein vorwiegend durch die Landwirtschaft geprägtes Dorf. Noch heute haben der Ackerbau, die Milchwirtschaft und die Viehzucht einen wichtigen Stellenwert in der Erwerbsstruktur der Bevölkerung. Weitere Arbeitsplätze sind im lokalen Kleingewerbe und im Dienstleistungssektor vorhanden. Auf dem Gemeindegebiet werden mehrere Kiesgruben ausgebeutet. In den letzten Jahrzehnten hat sich das Dorf dank seiner attraktiven Lage auch zu einer Wohngemeinde entwickelt. Viele Erwerbstätige sind deshalb Wegpendler, die hauptsächlich in der Region Freiburg arbeiten.

## Verkehr
Die ehemalige Gemeinde liegt abseits der grösseren Durchgangsstrassen an einer Verbindungsstrasse von Corpataux nach Marly. Der nächste Anschluss an die Autobahn A12 (Bern–Vevey) befindet sich rund sieben Kilometer vom Ortskern entfernt. Durch eine Buslinie der Transports publics Fribourgeois zwischen Freiburg und Treyvaux ist Arconciel an das Netz des öffentlichen Verkehrs angeschlossen.

## Geschichte

Historisches Luftbild von Werner Friedli vom 16. Juli 1964

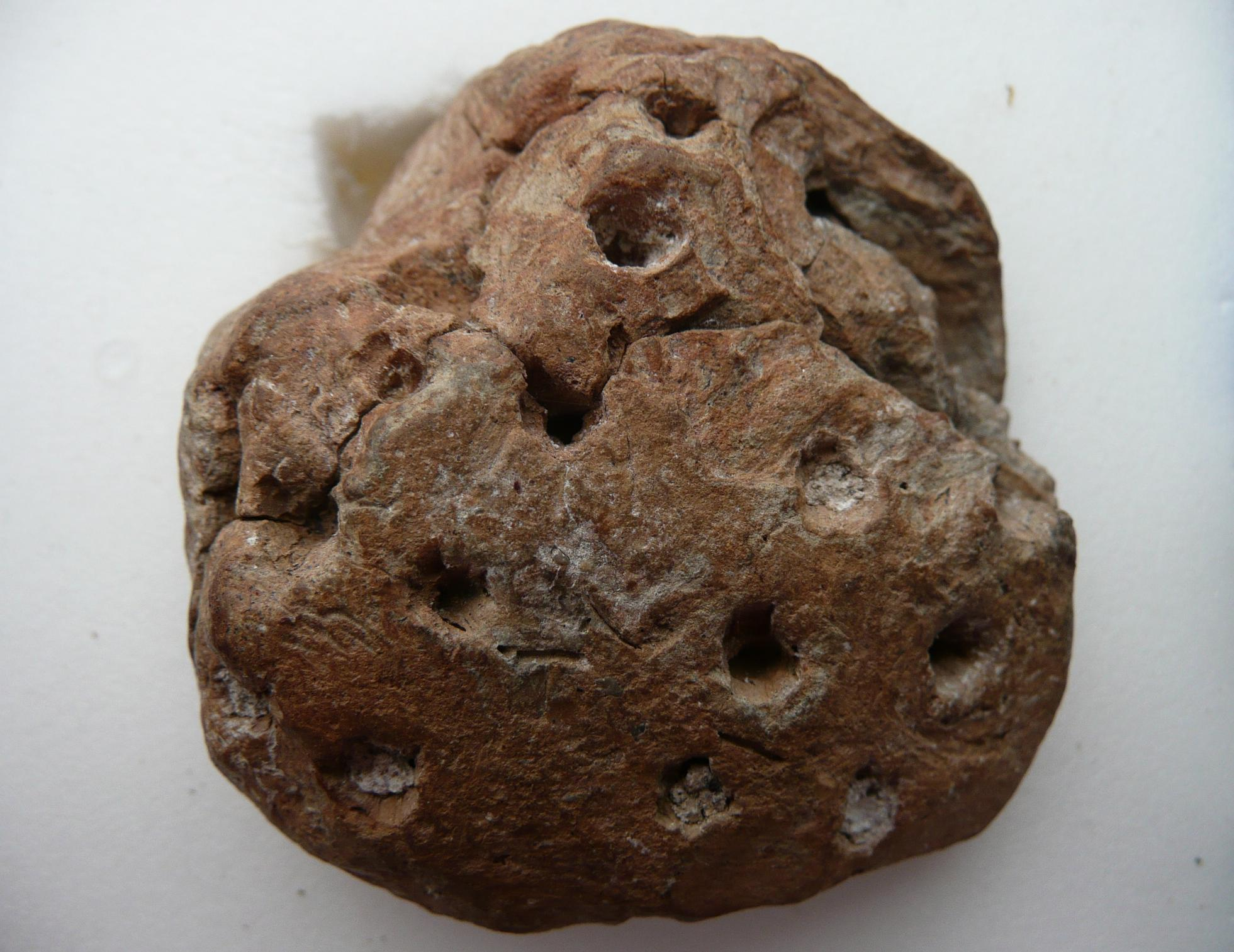
Der 8000 Jahre alte Pintadera vom Abri Arconciel ist der Älteste

Das Gemeindegebiet von Arconciel war schon sehr früh besiedelt. Ein bedeutendes Fundstück ist ein Rixheim-Schwert, das während der Bronzezeit benutzt und auf die Zeit um 1200 v. Chr. datiert wurde. Ferner wurden auch Überreste von zwei römischen Gutshöfen und ein römisches Gräberfeld aus dem 1. bis 4. Jahrhundert entdeckt.
Die erste urkundliche Erwähnung des Ortes erfolgte 1082 unter dem Namen castrum Arconciacum. Später erschienen zahlreiche weitere Schreibweisen: Arcuncie und Arcunciei (1146), Arguncie (1251), Arcontie (1264), Arconcye, Arkontie (1270), Alconcie (1286), Arconcier (1368), Arconciez (1445) und Arcanciel (1755). Die deutsche Version ist 1236 erstmals als Erchunzacho und Erchunzach belegt, Ergenzach ist seit 1578 überliefert. Der Ortsname geht vermutlich auf den gallorömischen Personennamen Archont(i)us zurück.
Arconciel bildete seit dem 11. Jahrhundert eine wichtige Herrschaft, zu der mit Farvagny, Corpataux, Magnedens, Ecuvillens, Sales und Treyvaux Gebiete beidseits des Saanegrabens gehörten. Der Saaneübergang bei Arconciel wurde durch zwei Burgen (Arconciel und Illens) kontrolliert, die sich auf gegenüberliegenden, von der Saane umflossenen Felsvorsprüngen befanden. Die Herrschaft Arconciel gehörte ab 1143 einer Seitenlinie der Grafen von Neuenburg; 1251 kam sie unter die Oberhoheit der Grafen von Savoyen.

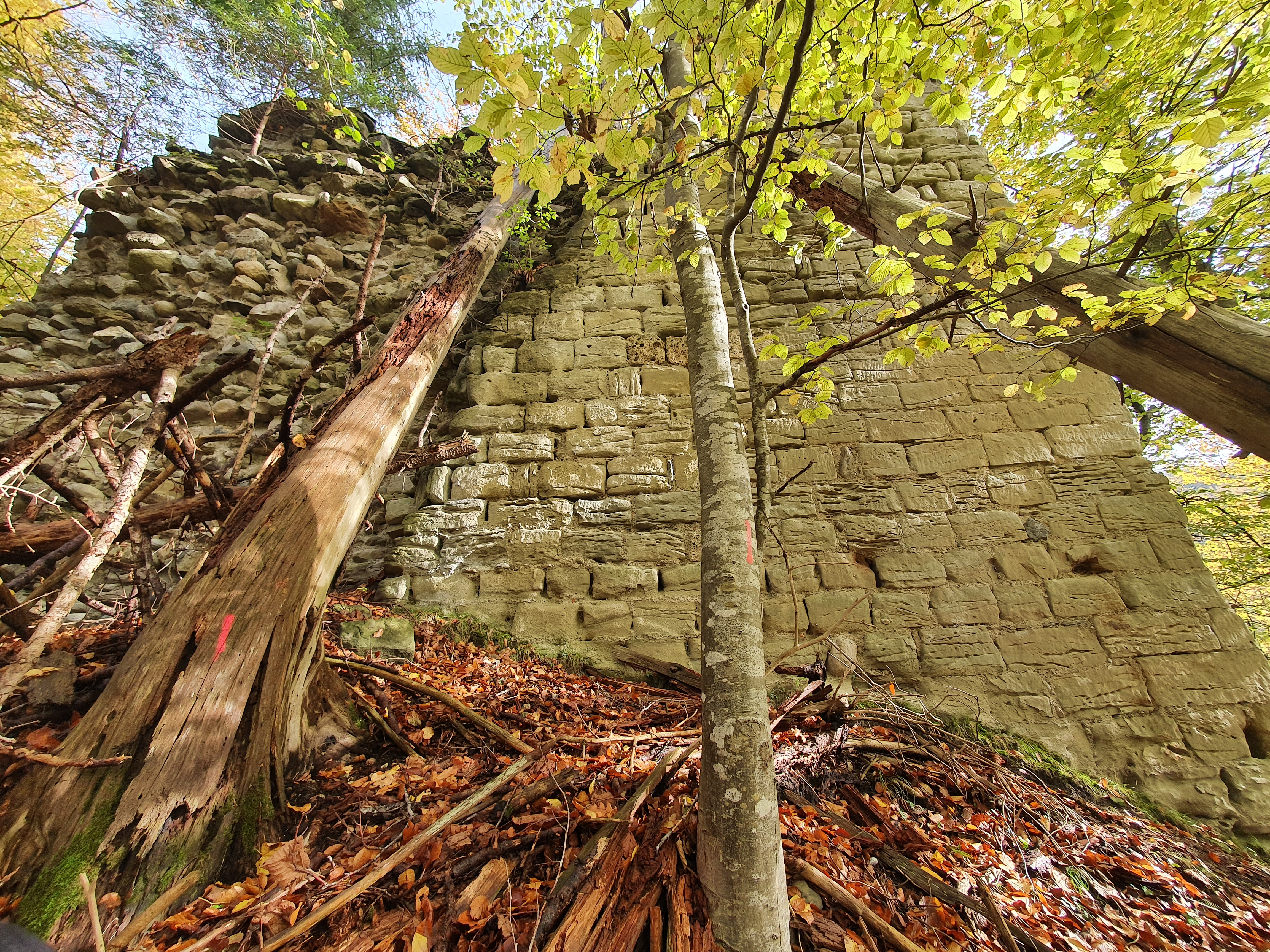
Überreste der Wehranlage im Nordosten

 Um die Burg Arconciel entstand zu Beginn des 12. Jahrhunderts eine Siedlung, die sich allmählich zu einem Marktflecken entwickelte. Sie erlebte ihre Blütezeit im 13. Jahrhundert und wurde 1271 unter den Savoyern mit dem Stadtrecht ausgestattet. Ab etwa 1300 kam es durch Kauf und Erbfolgen zu zahlreichen Besitzerwechseln. Verschiedene kriegerische Auseinandersetzungen hatten den langsamen Niedergang des Städtchens zur Folge. Die Burg verfiel schon in der zweiten Hälfte des 14. Jahrhunderts zur Ruine, das Städtchen wurde 1450 aufgegeben. Das Bauerndorf Arconciel wurde darauf an der heutigen Stelle neugegründet. Heute sind an der Stelle des Städtchens nur noch drei Gebäuderuinen erhalten, so der Turm der Burg mit zugemauerten Fenstern, die Grundmauern eines Gebäudes auf einem Sandsteinklotz und die Mauerreste eines wehrhaften Turmes am Stadtgraben. Von der ehemaligen Brücke ist auf der Seite von Arconciel noch ein kurzer, steinerner Pfeiler vorhanden, auf der Seite von Illens hat die Saane sämtliche Überreste weggeschwemmt.
Die Herrschaft Arconciel, deren Mittelpunkt fortan die Burg Illens bildete, wurde während der Burgunderkriege 1475 von Bern und Freiburg erobert und schliesslich 1484 aufgehoben. Dabei wurden Arconciel, Senèdes und Ecuvillens der Freiburger Alten Landschaft einverleibt, der Rest in der Vogtei Illens zusammengefasst.
Nach dem Zusammenbruch des Ancien Régime (1798) gehörte Arconciel während der Helvetik zunächst zum Distrikt La Roche und ab 1803 zum Bezirk Freiburg, bevor es 1848 mit der neuen Kantonsverfassung in den Saanebezirk eingegliedert wurde.

## Sehenswürdigkeiten

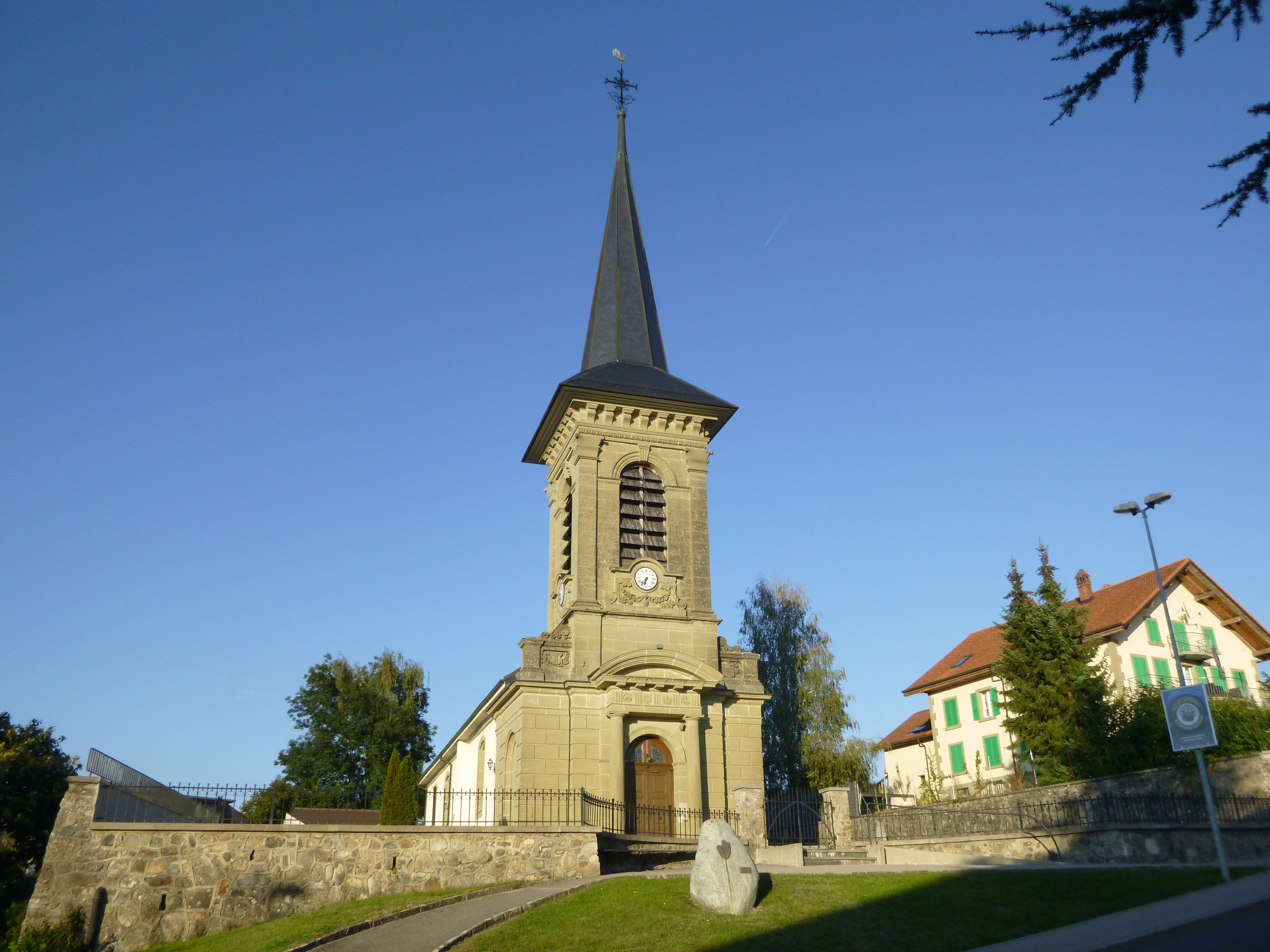
Kirche Saint-Jacques in Arconciel

Die Pfarrkirche Saint-Jacques geht im Kern auf das 12. Jahrhundert zurück. Ihre heutige Gestalt erhielt die Kirche im Rahmen eines Neubaus in den Jahren 1784 bis 1789. Von der ehemaligen Burg Arconciel und der Stadtanlage ist abgesehen vom Burggraben und einigen wenigen Mauerresten nichts mehr sichtbar. Der Pont de la Tuffière, eine Brücke über die Saane, stammt von 1835.